# Skogslyckans församling
Skogslyckans församling var en församling i Växjö stift inom Svenska kyrkan som är belägen i Växjö. Församlingen utgjorde ett eget pastorat. Församlingen uppgick 2014 i Växjö stads- och domkyrkoförsamling.
Församlingskyrkor var Skogslyckans kyrka och Västrabo kyrka.

## Administrativ historik
Församlingen bildades 1977 ur Växjö församling och utgjorde därefter till 2014 ett eget pastorat. 1995 utbröts Växjö Maria församling. Församlingen uppgick 2014 i Växjö stads- och domkyrkoförsamling..